# Народний артист Білорусі
Народний артист Білорусі (Народны артыст Беларусі) — державна нагорода Білорусі — почесне звання. 
Присвоюється не раніше ніж через п'ять років після присвоєння почесного звання «Заслужений артист Республіки Білорусь» або «Заслужений діяч мистецтв Республіки Білорусь» артистам, режисерам, балетмейстерам, диригентам, хормайстрам, музичним виконавцям, які створили високохудожні зображення, спектаклі, кінофільми, телеспектаклі, телефільм, концертні, естрадні, циркової програми, музичні, телевізійні і радіо твори, які внесли значний внесок у вітчизняну культуру й одержали широке суспільне визнання.
До проголошення незалежності Білорусі існувало звання Народний артист Білоруської РСР.